# Caryanda gulinensis
Caryanda gulinensis är en insektsart som beskrevs av Zheng, Z., F-m. Shi och Jun Chen 1994. Caryanda gulinensis ingår i släktet Caryanda och familjen gräshoppor. Inga underarter finns listade i Catalogue of Life.